# Topi Raitanen
Topi Olli Vihtori Raitanen, né le 7 février 1996 à Tampere, est un athlète finlandais, spécialiste du steeple et du cross-country.

## Biographie
Il est finaliste du 3 000 m steeple lors des Championnats d'Europe 2018 à Berlin, après avoir établi son record personnel lors des séries en 8 min 28 s 48 le 7 août 2018.
Il se classe 8e des Jeux olympiques de 2020 disputés en 2021 à Tokyo.
Il remporte les championnats d'Europe 2022 à Munich dans un temps de 8 min 21 s 80, devant les Italiens Ahmed Abdelwahed et Osama Zoghlami.

## Palmarès
| Date | Compétition           | Lieu   | Épreuve | Résultat        | Temps         |
| ---- | --------------------- | ------ | ------- | --------------- | ------------- |
| 2018 | Championnats d'Europe | Berlin | 8e      | 3 000 m steeple | 8 min 40 s 11 |
| 2021 | Jeux olympiques       | Tokyo  | 8e      | 3 000 m steeple | 8 min 17 s 44 |
| 2022 | Championnats d'Europe | Munich | 1er     | 3 000 m steeple | 8 min 21 s 80 |

## Records
| Épreuve         | Temps         | Lieu   | Date         |
| --------------- | ------------- | ------ | ------------ |
| 3 000 m steeple | 8 min 16 s 57 | Monaco | 14 août 2020 |